# Dyas (Bootsklasse)

Seitenriss Dyas, Nationales 2-Mann Kielboot

Die Dyas ist ein sportliches Zweimann-Kielboot, das als Nationale Klasse des Deutschen Segler-Verbandes anerkannt ist. Die Baulizenz liegt bei der Dyas-Klassenvereinigung.

## Geschichte

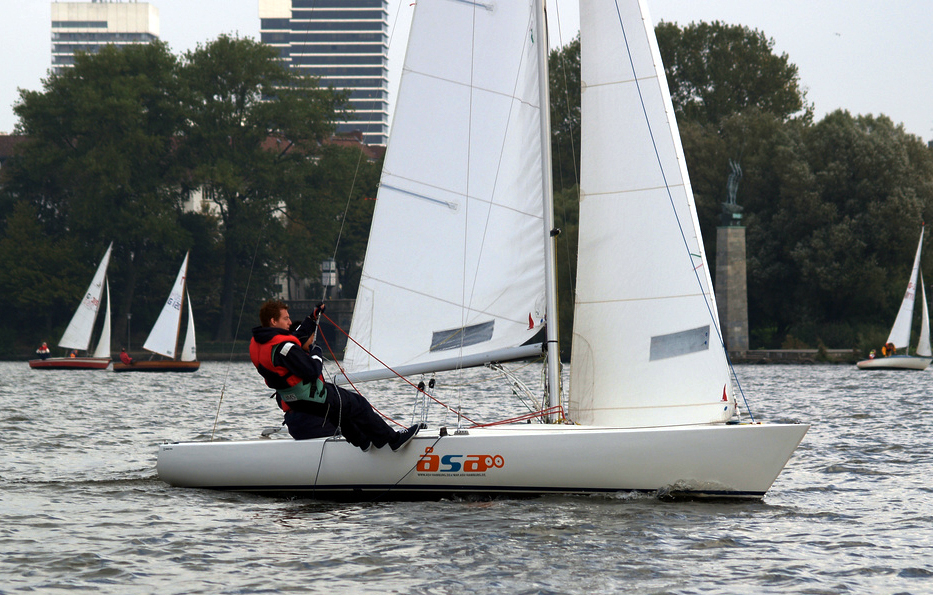
Dyas am Wind

1970 wurde die Dyas als Zweimann-Kielboot von Helmuth Stöberl (der auch Monas, Trias, Condor 55 und Condor 70 sowie Akros und Fighter entwickelt hat) entworfen. Der Deutsche Segler-Verband sprach 1973 die Anerkennung als Nationale Klasse aus. Die Entwicklung als Einheitsklasse sollte den sportlichen Wettkampf fördern. Des Weiteren sollte der Einfluss des Materials so gering wie möglich sein. Der Rumpf besteht aus glasfaserverstärktem Kunststoff (GFK), der Mast und Baum aus leichtem Aluminium.

## Beschreibung

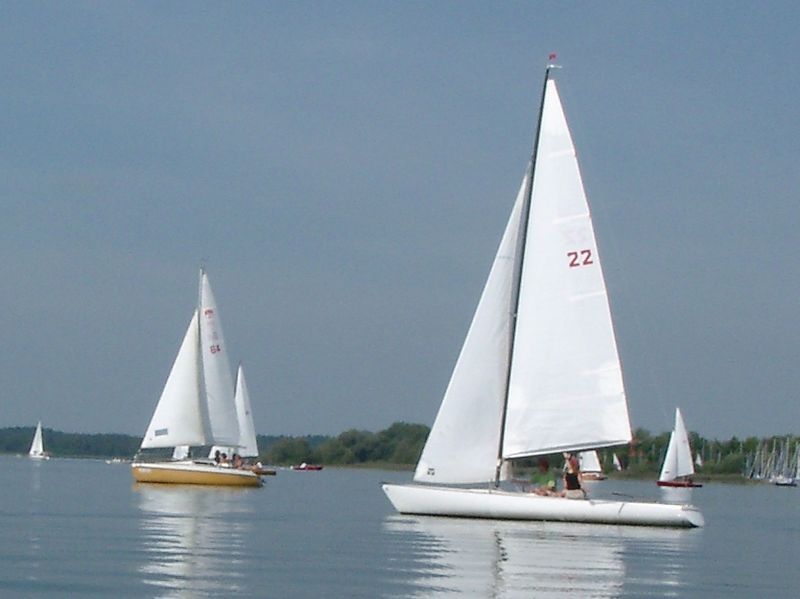
Eine Dyas auf dem Chiemsee

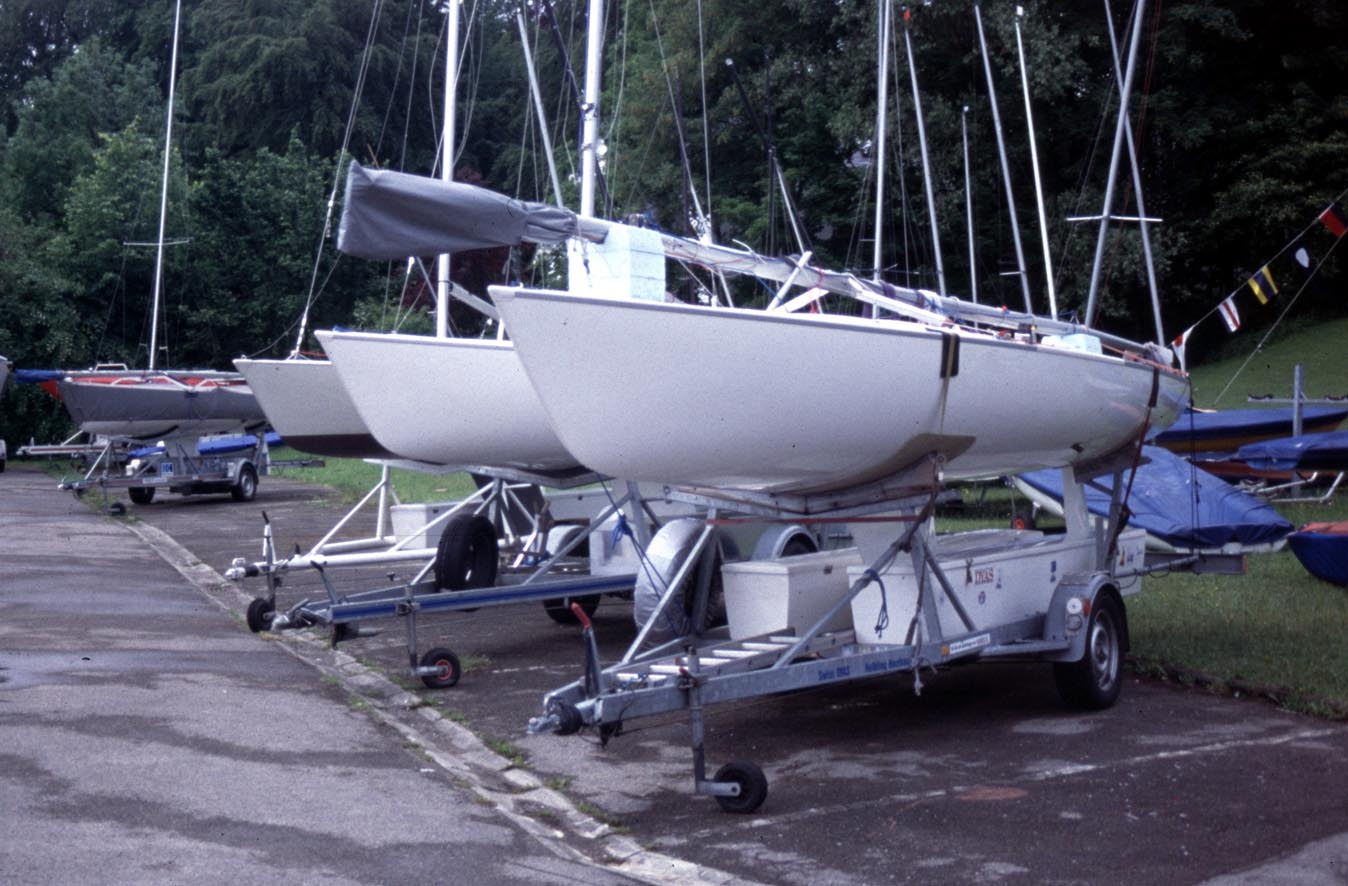
Dyas transportfertig verladen

Die Dyas ist ein Kielboot mit Trapez und Spinnaker. Trotz einer aufwändigen Ausstattung mit sehr vielen Trimmmöglichkeiten ist die Dyas nicht nur ein sportliches, schnelles Regattaschiff, sondern auch ein sicheres Familienboot und Schulschiff zum Erlernen des Segelns.
Das Boot kann mit einem Mittelklassewagen gut auf der Straße getrailert werden. Zum Wassern ist meistens ein Kran erforderlich – die bei kleineren Booten übliche Slipanlage kann wegen des Festkiels und des Tiefgangs von 1,10 Metern nur selten genutzt werden.

## Regatta und Wettfahrten
Auf den meisten Revieren  Deutschlands, der Schweiz, Österreichs und den Niederlanden werden Regatten für die Dyas veranstaltet. Besonders attraktiv ist auch der Europa-Cup, der jährlich auf dem Gardasee ausgesegelt wird.

## Werften
- Bootswerft Helmut Stöberl, Vilshofen (1970–1973, 170 Schiffe im Handauflegeverfahren)
- Bootswerft Fritzmeier (1972–1986 im Depotschaumverfahren)
- Bootswerft Mader, Waginger See (ab 1985, Produktion eingestellt 1989)
- Bootswerft Sepp Haag (ab 1986 im Handauflegeverfahren)
- Bootswerft Herwig (1990–1993)
- Bootswerft Helbling „Swiss Dyas“ (ab 1993 – heute) Stand 2012 75 Schiffe
- Frauscher Bootswerft (ab 1993, Produktion eingestellt, Formen gingen an Hersteller Helbling)
- Bootswerft Henze (ab 1996, Produktion eingestellt)
- Hein Werft bei Hamburg (ab 2021)